# ダブルスクリーン視聴
ダブルスクリーン視聴は、テレビと携帯端末（スマートフォンやタブレット端末そしてパソコンを含める場合も）の画面を一緒に見る視聴形態。
後者は主にSNS（ソーシャル・ネットワーキング・サービス）のTwitter、Facebook、mixi、LINEなどの閲覧・書き込みを指す。
ながら視聴の一種で、セカンドスクリーン、マルチスクリーンという呼び方もある。
テレビ局側が、テレビ画面とスマートフォン（番組サイトや公式アカウント）の両画面での連動を、提供している場合もある。こういった現象をソーシャルTVと呼ぶこともある。
また、USTREAMやニコニコ生放送、ABEMAにて関連番組を、同じ時間帯に配信する例もある。